# II. Osred northumbriai király
II. Osred (angolszászul: OSRED ALCHREDING NORÞANHYMBRA CYNING), († 792. szeptember 13.), Northumbria királya 788–790 között.
Ealhred király és Osgifu fiaként született. 788-ban lépett a trónra, miután lemondatta I. Æthelred királyt. Ám 1 év múltán Osredet száműzték a Man-szigetre. 792-ben visszatért száműzetéséből, de hamarosan megölték. Testét Tynemouthban helyezték örök nyugalomra.